# Пон-де-л’Арш (кантон)
Пон-де-л’Арш (фр. Pont-de-l'Arche) — кантон во Франции, находится в регионе Нормандия, департамент Эр. Входит в состав округа Лез-Андели.

## История
До 2015 года в состав кантона входили коммуны Ализе, Иговиль, Крикбёф-сюр-Сен, Ле-Мануар, Ле-Дан, Марто, Монтор, Питр, Пон-де-л'Арш и Тост.
В результате реформы 2015 года состав кантона был изменен. В его состав вошли коммуны кантона Лувье-Сюд (без города Лувье).
1 января 2017 года коммуны Монтор и Тост образовали новую коммуну Терр-де-Бор.

## Состав кантона с 1 января 2017 года
В состав кантона входят коммуны (население по данным Национального института статистики за 2018 г.):
- Акиньи (1 598 чел.)
- Ализе (1 573 чел.)
- Амфревиль-сюр-Итон (848 чел.)
- Иговиль (1 742 чел.)
- Катремар (429 чел.)
- Кравиль (125 чел.)
- Крикбёф-сюр-Сен (1 470 чел.)
- Ла-Вашри (567 чел.)
- Ла-Э-ле-Конт (135 чел.)
- Ла-Э-Малерб (1 398 чел.)
- Ле-Мануар (1 310 чел.)
- Ле-Дан (1 380 чел.)
- Ле-Мениль-Журден (234 чел.)
- Марто (531 чел.)
- Пентервиль (752 чел.)
- Питр (2 580 чел.)
- Пон-де-л'Арш (4 151 чел.)
- Сюртовиль (488 чел.)
- Сюрвиль (891 чел.)
- Терр-де-Бор (1 481 чел.)

## Политика
На президентских выборах 2022 г. жители кантона отдали в 1-м туре Марин Ле Пен 32,2 % голосов против 25,2 % у Эмманюэля Макрона и 18,5 % у Жана-Люка Меланшона; во 2-м туре в кантоне победила Ле Пен, получившая 50,9 % голосов. (2017 год. 1 тур: Марин Ле Пен – 29,8 %, Жан-Люк Меланшон – 21,3 %, Эмманюэль Макрон – 18,9 %, Франсуа Фийон – 15,6 %; 2 тур: Макрон – 53,8 %. 2012 год. 1 тур: Франсуа Олланд — 25,5 %, Николя Саркози — 24,7 %, Марин Ле Пен — 22,3 %; 2 тур: Олланд — 52,4 %. 2007 год. 1 тур: Саркози — 31,2 %, Сеголен Руаяль — 22,3 %; 2 тур: Саркози — 53,6 %).
С 2021 года кантон в Совете департамента Эр представляют член совета коммуны Терр-де-Бор Марианник Деше (Maryannick Deshayes) (Разные левые) и мэр коммуны Ализе Арно Левитр (Arnaud Levitre) (Коммунистическая партия).
|                | Кандидаты                        | Партия                   | Первый тур | Первый тур     | Второй тур | Второй тур |
| Кол-во голосов | Кандидаты                        | Партия                   | % голосов  | Кол-во голосов | % голосов  |            |
| -------------- | -------------------------------- | ------------------------ | ---------- | -------------- | ---------- | ---------- |
|                | Марианник Деше Арно Левитр       | Разные левые             | 2 471      | 40,74          | 3 286      | 54,50      |
|                | Мари-Жоэль Ланфан Франсуа Шарлье | Разные правые            | 1 516      | 24,99          | 2 743      | 45,50      |
|                | Вильям Бетртран Клодин Форфе     | Национальное объединение | 1 426      | 23,51          |            |            |
|                | Эрве Лур Шанталь Пикар           | Республиканцы            | 653        | 10,76          |            |            |

|                | Кандидаты                    | Партия             | Первый тур | Первый тур     | Второй тур | Второй тур |
| Кол-во голосов | Кандидаты                    | Партия             | % голосов  | Кол-во голосов | % голосов  |            |
| -------------- | ---------------------------- | ------------------ | ---------- | -------------- | ---------- | ---------- |
|                | Марианник Деше Гаэтан Левитр | Разные левые       | 2 300      | 25,93          | 3 801      | 41,21      |
|                | Сильви Бланден Ги Озу        | Правый блок        | 2 281      | 25,72          | 2 853      | 30,93      |
|                | Максимильян Ломбар Дори Перо | Национальный фронт | 2 540      | 28,64          | 2 569      | 27,85      |
|                | Ришар Жаке Мишель Лесен      | Левый блок         | 1 748      | 19,71          |            |            |

|  | Кандидат      | Партия                  | % голосов |
|  | ------------- | ----------------------- | --------- |
|  | Гаэтан Левитр | Коммунистическая партия | 66,18     |
|  | Рене Дюфур    | Новый центр             | 33,82     |

|  | Кандидат      | Партия                         | % голосов |
|  | ------------- | ------------------------------ | --------- |
|  | Гаэтан Левитр | Коммунистическая партия        | 61,43     |
|  | Рене Дюфур    | Союз за французскую демократию | 38,57     |